# Rikki Chadwick
Rikki Chadwick (Rachelle Samantha Chadwick - pe numele ei real), interpretată de actrița sud-africană și australiană Cariba Heine, este „fata rebelă și independentă” a grupului de trei sirene din serialul de copii și adolescenți australian H2O - Adaugă apă. La începutul serialului, aceasta are 16 ani. 
Puterea ei specială este că poate fierbe apa, poate încălzi băuturile reci, poate topi zăpada și poate inflama totul în jurul ei (poate să creeze fulgere de asemenea și să le coboare pe pământ). Are cele mai periculoase și cele mai mari puteri dintre sirene ca intensitate de manipulare a apei. În sezonul 2, își descoperă altă putere: poate crea foc (și fulgere de asemenea).
Culorile ei preferate sunt roșu și negru. Iubitul ei este Zane Bennet. De asemenea, câteodată este sarcastică și răutăcioasă cu Lewis, chiar când acesta încearcă să le ajute pe cele trei sirene în fața primejdiilor neprevăzute pe timp de lună plină sau când acesta face cercetări privind modul în care cele trei prietene s-au transformat în sirene.

## Biografie

### Primul sezon
În primul sezon, Rikki, împreună cu Cleo Sertori și Emma Gilbert, a devenit, în mod accidental, o sirenă, în bazinul cu lună de pe insula Mako. Pe lângă asta, a căpătat și puteri supranaturale noi: poate fierbe apa. La început, a fost singura care s-a bucurat de puterile ei speciale și supranaturale. Ulterior, de lună plină, s-a sărutat cu Zane Bennet pe insula Mako. Astfel, Zane s-a îndrăgostit de ea.
Ulterior, pentru a-l face pe Zane să înceteze căutările sale disperate pentru a găsi „monstrul marin” (adică Emma) care l-a salvat de la înnec pe când a scufundat accidental vasul Loreley care îi aparținea doamnei Chatham, Rikki acceptă să iasă cu el și se îndrăgostește și ea ulterior de acesta. 
În episodul „În trecut...”, Rikki vede în vitrina unui magazin de antichități un colier care seamănă cu cel al lui Cleo. Mai târziu, Rikki află că i-a aparținut Juliei, o prietenă sirenă de-a doamnei Chatham din tinerețe/adolescență. Zane îl va recupera ulterior de la Miriam și i-l va dărui lui Rikki. În ultimul episod din primul sezon, "O Răsucire În Coadă", Zane află adevărul despre sirene și se despart pentru moment, rămânând între timp doar prieteni...

### Al doilea sezon
În al doilea sezon, Rikki capătă puteri noi: poate provoca incendii, poate aprinde focul și poate, de asemenea, produce fulgere. Se împacă cu Zane, dar nu vrea să fie public cunoscut acest aspect sau relația lor. În episodul „Partea Greșită a Șinelor”, Rikki le arată prietenilor ei unde locuiește și cine este tatăl ei cu adevărat. Mai târziu, tatăl ei îi spune că întâmpină dificultăți financiare și, cel mai probabil, se vor muta dacă nu își mai permit să plătească chiria și facturile. Dar, datorită unei recompense câștigat de pe urma unei comori pierdute în apropierea insulei Mako (sub îndrumarea lui Zane), Rikki rămâne în orașul Gold Coast alături de prietenii și tătăl ei.

### Al treilea sezon
În al treilea sezon, Rikki se desparte de Zane din cauza lui Sophie, sora mai mare a lui Will. La concursul de scufundări în episodul 71, „Despărțirea”, Rikki o vede pe Sophie cum îl săruta pe Zane iar seara Rikki vine la cafenea să îi spună lui Zane că a văzut ce s-a întâmplat la concursul de scufundări, acesta explicându-i că i-a luat valul deoarece Will a câștigat iar ea a spus că știa de mult că relația lor nu mai merge așa că a spus că totul s-a terminat. Zane a încercat să o înduplece să îl ierte și să o recucerească, dar nu a fost posibil, iar cafeneaua a rămas în continuare cu numele ei.

### Puteri speciale
Puterea ei specială este că poate fierbe apa, poate încălzi băuturile reci, poate topi zăpada și poate inflama totul în jurul ei. Are cele mai periculoase și cele mai mari puteri dintre sirene ca instensitate de manipulare a apei. În sezonul 2, își descoperă altă putere: poate crea foc sau fulgere. Ea și-a descoperit puterile astfel:
- Plimbându-se pe uscat în oraș, a fost udată de o stropitoare și astfel i-a apărut coada;
- La Juicenet Caffe, a strâns pumnul și a încălzit băutura lui Lewis, descoperind puterea ei de a încălzi obiecte;
- Hainele sale erau la uscat. Vrând să le usuce, și-a folosit puterea veche, dar hainele au luat foc; astfel a descoperit puterea de a da foc obiectelor;
- De lună plină a fost afectată prin „atingerea caldă“, astfel încât tot ce atingea lua foc; s-a sărutat cu Zane deshidratându-l pe acesta și făcându-l să leșine din aceasta cauză pe insula Mako de lună plină. De atunci, ei au simțit ceva unul pentru celălalt chiar dacă aceasta era sub influența lunii pline când s-au sărutat.

### Colierul
Ea deține colierul Juliei Roberts, cel roșu. L-a găsit în vitrina unui magazin de antichități pe când se plimba în oraș cu Zane.